# Stauchitz
Stauchitz est une commune de Saxe (Allemagne), située dans l'arrondissement de Meissen, dans le district de Dresde.
À quelques kilomètres de la commune se dresse le menhir de Steudten.

## Quartiers
| - Bloßwitz, - Dobernitz, - Dösitz, - Gleina, - Groptitz, - Grubnitz, - Hahnefeld, | - Ibanitz, - Kalbitz, - Panitz, - Plotitz, - Pöhsig, - Prositz, - Ragewitz, | - Seerhausen, - Staucha, - Stauchitz, - Steudten, - Stösitz, - Treben, - Wilschwitz. |